# Palazzo Eni
Palazzo Eni es un rascacielos de oficinas en Roma, Italia . Tiene 80 metros de altura y 22 plantas.  Desde su finalización en 1962, fue el edificio más alto de la ciudad hasta 2012, cuando se inauguraron la Torre Eurosky y la Torre Europarco. Se encuentra dentro del distrito EUR de Roma y alberga la sede de Eni, multinacional energética italiana.